# ابراهیما کبه
ابراهیما کبه (انگلیسی: Ibrahima Kébé؛ زادهٔ ۱ اوت ۲۰۰۰) بازیکن فوتبال اهل مالی است.